# Паркапзук
Паркапзук (арм. Պարկապզուկ) — армянский духовой музыкальный инструмент. Паркапзук используется и в инструментальных ансамблях, и в военных оркестрах.

## Устройство
Паркапзук состоит из двух или более трубок, которые снабженны язычком, а также из кожаного мешка. Мешок — это воздушный резервуар из кожи или пузыря животного, из которого подают воздух к звучащим трубочкам. Человек, который исполняет мелодию на паркапзуке, надувает мешок сам или мехами. Одна из трубок устроена как флейта — с дырочками. На ней играют, зажимая пальцами отверстия. Остальные, аккомпанирующие трубки издают только один тон. В редких случаях применяются две мелодических трубки. Звукоряд диатонический, звучание сильное и резкое. Применяется главным образом для сопровождения танцев. Мешок паркапзука держат под рукой, и с его помощью воздух нажимом локтя нагнетается в трубки.